# Alois Höfler
Alois Höfler, född 6 april 1853, död 26 februari 1922, var en österrikisk filosof och psykolog.
Höfler var under sina sista år ordinarie professor i filosofi vid Wiens universitet. Höfler inspirerades av Alexius Meinongs teorier och utvecklades i samma riktning som denne utifrån Franz Brentanos psykologi, så framför allt i sin Psychologie (1897, ny upplaga av A. Wenzl 1930) och i sin omfångsrika Logik (1890, 4:e upplagan 1922). Av Höflers övriga skrifter märks Zur gegenwärtigen Naturphilosophie (1904) och Drei Vorträge zur Mittelschulreform (1908).